# Караколь (озеро, Федоровский район)
Караколь (каз. Қаракөл) — озеро в Фёдоровском районе Костанайской области Казахстана. Находится в 7 км к северо-западу от посёлка Костычевский.
По данным топографической съёмки 1943 года, площадь поверхности озера составляет 2,94 км². Наибольшая длина озера — 2,2 км, наибольшая ширина — 1,7 км. Длина береговой линии составляет 6,7 км, развитие береговой линии — 1,1. Озеро расположено на высоте 204,7 м над уровнем моря.